# 沙画

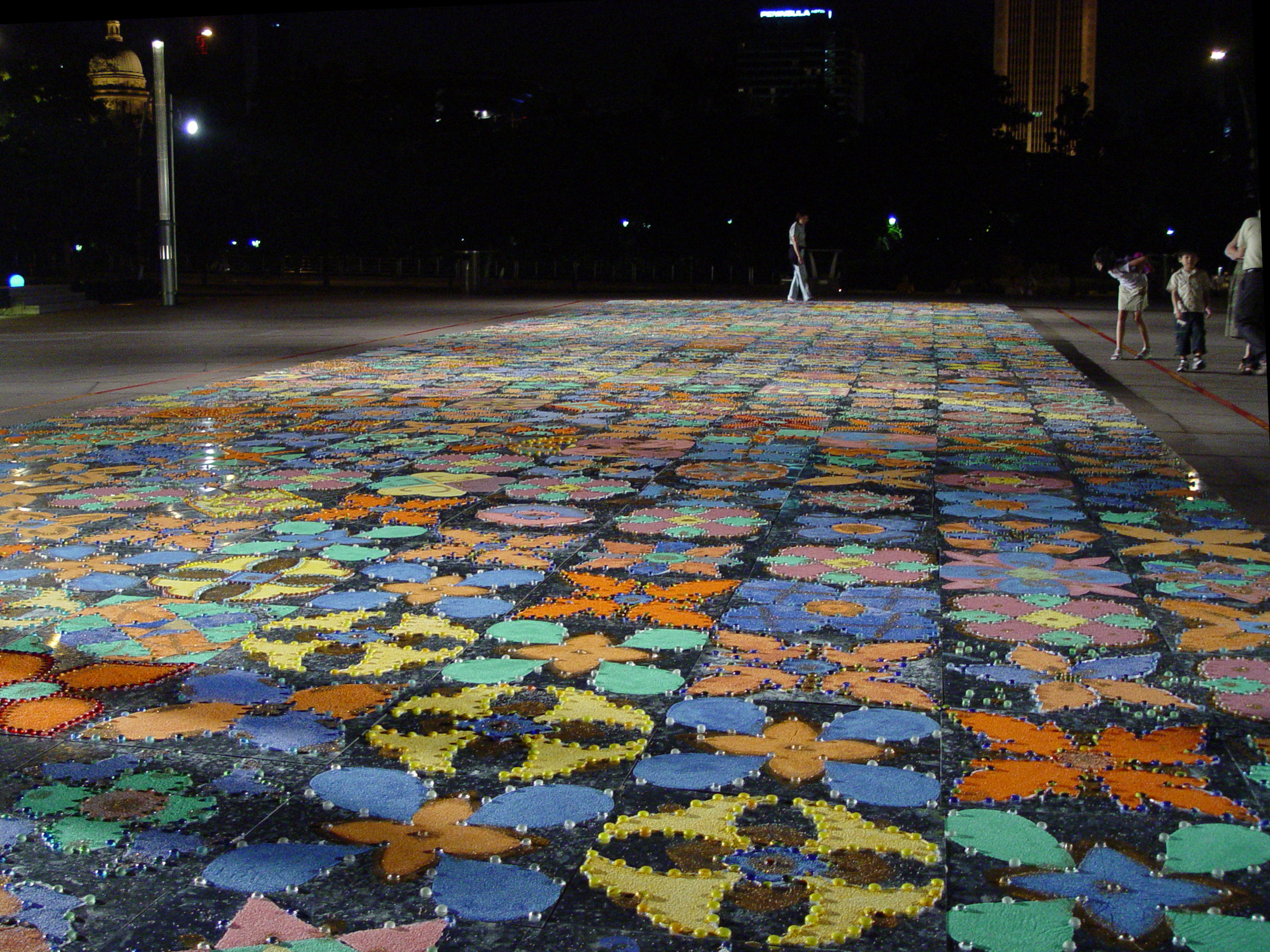
Rangoli, 一种流行的印度沙画，拍摄于新加坡

沙画是一种由泼洒有颜色的沙以及其他粉状颜料到作品表面上形成固定或者不固定的图案的艺术。常见的材料还包括矿石，晶石以及其他天然或者人工合成的材料。不固定的沙画在世界各地的文化历史中有着悠久的传统，很多时候是仪式性的活动的，常常带着宗教或者疗愈的目的。
在某些地区沙画被称为干画，比如美国西南部的美洲土著，澳洲原住民，拉美人（只在特殊的基督教节日），藏族人和和尚。现在中国上海也已有沙画艺术家把沙画与中国画水墨结合，沙画与油画水彩结合，形成新的沙画艺术结合形式。

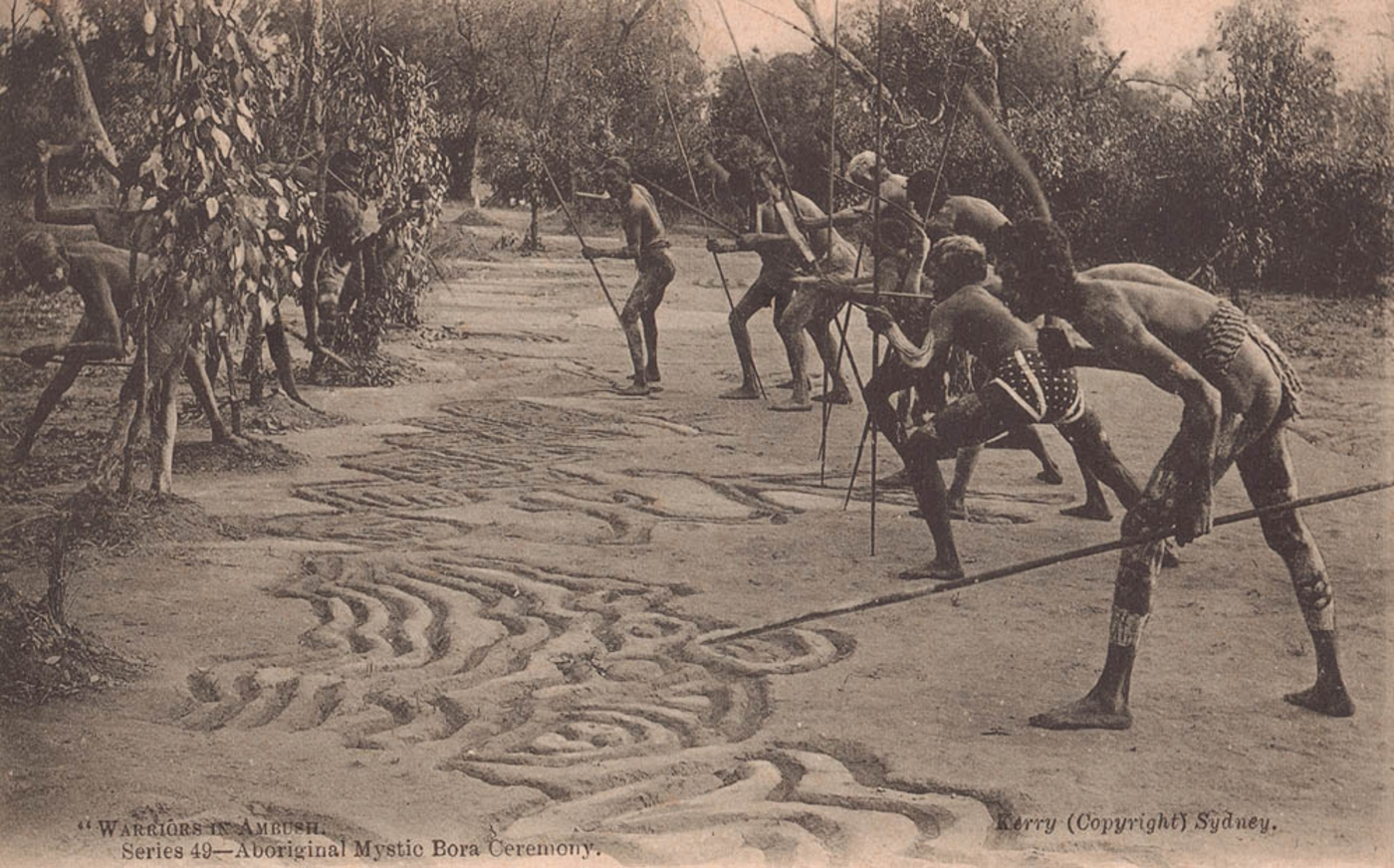
SLNSW 75764 埋伏中的战士49 系列 土著神秘Bora仪式